# Krępa Koszalińska
Krępa Koszalińska – nieczynny przystanek koszalińskiej kolei wąskotorowej w Krępie, w województwie zachodniopomorskim, w Polsce.